# HMS Castor (1915)
«Кастор» (англ. HMS Castor (1915) — військовий корабель, легкий крейсер типу «C» підкласу «Кембріан» Королівського військово-морського флоту Великої Британії за часів Першої світової війни.

## Історія створення
Крейсер «Кастор» був закладений 28 жовтня 1914 року на верфі компанії Cammell Laird у Беркенгеді. 28 липня 1915 року спущений на воду, а у листопаді 1915 року увійшов до складу Королівських ВМС Великої Британії.

## Історія служби
Після введення в експлуатацію «Кастор» став флагманом комодора 11-ї флотилії есмінців Великого флоту. Бився в Ютландській битві, в якій був пошкоджений німецькими вогнем і зазнав втрату 10 членів екіпажу.
4 жовтня 1917 року сторожовий корабель ВМС США «Рехобот» під час патрулювання біля Франції зазнав аварії. Екіпаж «Рехобот» довелося зняти з постраждалого судна, а «Кастор» потопив несправний корабель вогнем з гармати.

### Міжвоєнний час
31 серпня 1921 року «Кастор» у складі групи легких крейсерів «Каледон», «Корделіа» та «Кюрасоа» й есмінців «Вектіс», «Венеція», «Ванквішер», «Вайолент», «Віцерой», «Віконт», «Вінчелсі» та «Волфхаунд» вийшов у морський похід по Балтійському морю. Британські кораблі пройшли Північне море, канал Кайзера Вільгельма, й увійшли до Балтики, потім відвідали Данциг у Вільному місті Данциг; Мемель у Клайпедському краї; Лієпаю та Ригу в Латвії, столицю Естонії Таллінн, Гельсінкі, Фінляндія; Стокгольм, Швеція; Копенгаген, Данія; Гетеборг, Швеція; і Крістіанія, Норвегія, перед тим, як 15 жовтня 1921 року повернутися через Північне море і закінчити похід у порту Едгар, Шотландія.